# Mark Workman
Mark Cecil Workman (Charleston, Virginia Occidental, 11 de diciembre de 1931-Bradenton, Florida, 21 de diciembre de 1983) fue un jugador de baloncesto estadounidense que jugó durante dos temporadas como profesional en la NBA. Medía 2,05 metros de altura y jugaba en la posición de pívot.

## Trayectoria deportiva

### Universidad
Jugó durante cuatro temporadas con los Mountaineers de la Universidad de Virginia Occidental, promediando en su último año 23,1 puntos y 17,5 rebotes por partido, lo que le valió ser elegido en el equipo All-American junto a otros jugadores del prestigio de Clyde Lovellette de Kansas o Cliff Hagan de Kentucky. En el total de sus cuatro años promedió 20,4 puntos en 76 partidos.

### Profesional
Fue elegido con el número uno del Draft de la NBA de 1952 por Milwaukee Hawks, pero tras cinco partidos fue traspasado a los Philadelphia Warriors. Contó muy poco para su entrenador, jugando apenas 15 minutos por partido, y promediando 5,1 puntos y 3,0 rebotes. Al año siguiente sería traspasado a los Baltimore Bullets originales, pero solamente jugó 14 partidos, dejando el baloncesto profesional. En total promedió 4,9 puntos y 2,9 rebotes por encuentro.

## Fallecimiento
Workman falleció en su casa, después de una larga enfermedad, el 21 de diciembre de 1983. Tenía 53 años.